# Висша стрелкова тактическа школа
Висшата стрелкова тактическа школа (Вистрел) е българско военноучебно заведение, съществувало в периода 1952 – 1959 г. и подготвящо кадри за стрелковите формирования на Българската народна армия.

## История
Висшата стрелкова тактическа школа (Вистрел) е формирана в София съгласно щат № 4309 утвърден на 4 декември 1952 г. и влязъл в сила на 15 декември 1952 година. На 28 септември 1958 г., съгласно разпореждане № 00545 от 1 юли 1958 г. на Началника на ГЩ школата е преместена във Велико Търново. През 1955 г. за началник на школата е назначен полковник Атанас Русев, на която служба е до разформирането ѝ. Разформирана е съгласно разпореждане на Началника на Генералния щаб № 0839 от 25 септември 1959 година. Школата има военнопощенски номер (под.) 85400.

## Началници
- Полковник Атанас Русев (1955 – 1959)